# Solo (дебетовая карта)
Solo — дебетовая карта в Великобритании, введённая как родственная уже существующей карте Switch. Была запущена в обращение 1 июля 1997 года карточной системой (англ. Card schemes) Switch и разрабатывалась для использования с банковскими вкладами, а также для выдачи клиентам, которым по внутренним требованиям невозможно было выдавать карты Switch (или, позднее, Maestro) к текущим счетам, например, подросткам. Карточная система Solo просуществовала по 31 марта 2011 года и была упразднена.

## Механизм работы
Многофункциональные банкоматные карты Solo эмитировались банками National Westminster Bank и Королевским банком Шотландии для держателей старше 11 лет, а также банком HSBC (бывший Midland Bank) для клиентов старше 13 лет; однако RBS Group и HSBC теперь выпускают Visa Debit взамен карт Solo.
Как и её главный соперник Visa Electron, карта Solo требует по всем операциям электронного подтверждения от банка-эмитента. Авторизация не будет подтверждена, если на счёте держателя не достаточно свободных средств.
Карты Solo были привязаны к процессинговой системе Switch (позднее в ходе ребрендинга ставшей Maestro), однако некоторые продавцы различают Solo и Switch по их числовым сериям для предотвращения покупок через интернет лицами, не достигшими 18-летия. Благодаря своей доступости для несовершеннолетних эти карты могут применяться для простейшего механизма проверки возраста клиента. Например, онлайн-магазин Ocado, принимая карты Solo, может отказать в продаже бритвенных лезвий или алкогольных напитков тем, кто оплачивает подобные покупки картой.
Карты Solo также выпускаются для лиц с плохой кредитной историей для предотвращения нанесения финансового ущерба банку-эмитенту, так как невозможно оплатить без положительного баланса.